# Clasa de mijloc

Deținătorii bogăției după clasele sociale în 2021, conform lui Credit Suisse

Clasa de mijloc se referă la o clasă de oameni aflată în mijlocul unei stratificări sociale⁠(d), adesea definită de ocupație, venit, educație sau status social. Istoric, termenul a fost asociat cu modernitatea, capitalismul și dezbatere politică. Definițiile comune pentru clasa de mijloc variază de la cincimea mijlocie a indivizilor pe scara veniturilor unei națiuni, până la toți, cu excepția celor 20 % săraci, respectiv bogați. Teorii precum „paradoxul interesului” împart oamenii și bogăția în zece grupuri și valori pentru a determina mărimea și partea de avere a clasei de mijloc.
Terminologia diferă în Statele Unite, unde termenul „clasa de mijloc” descrie oamenii care în alte țări ar fi descriși ca fiind „clasa muncitoare⁠(d)”. De-a lungul timpului, la nivel mondial a existat o creștere semnificativă a clasei de mijloc. În februarie 2009, The Economist a afirmat că peste jumătate din populația lumii aparține clasei de mijloc, ca urmare a creșterii rapide în țările emergente. Acesta a caracterizat clasa de mijloc ca având un venit net⁠(d) rezonabil și a definit-o ca începând din punctul în care oamenilor le rămâne aproximativ o treime din venit pentru alte cheltuieli decât cele pentru hrana de bază și adăpost („venitul discreționar”).

## Istoria și evoluția termenului

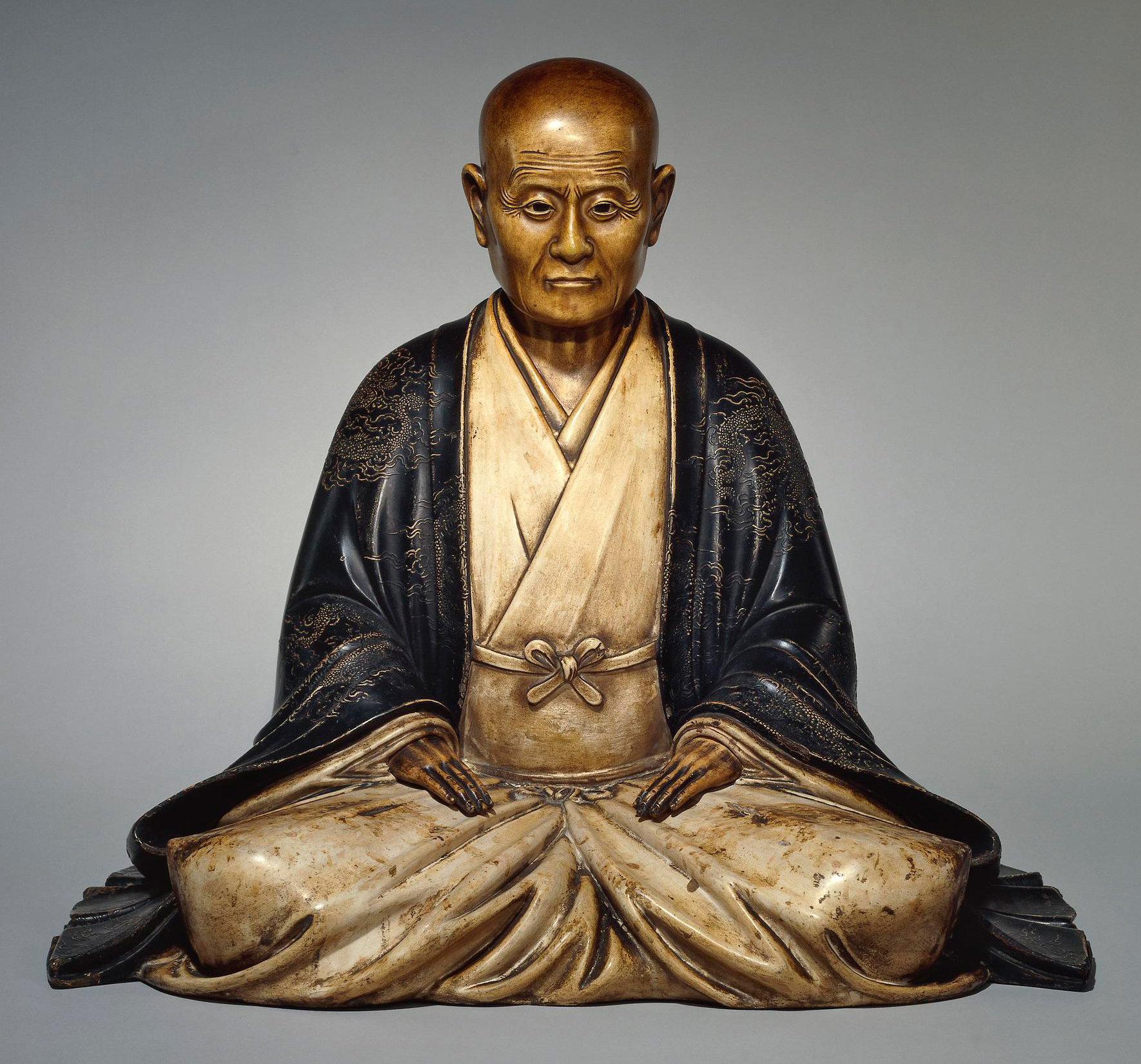
Sculptura unui orășean din Japonia medievală, o clasă de mijloc formată în principal de negustori care a apărut în Japonia în timpul perioadei Edo. Începutul secolului al XVIII-lea.

Termenul „clasa de mijloc” este atestat pentru prima dată în pamfletul lui James Bradshaw din 1745 Scheme to prevent running Irish Wools to France (în română Schemă pentru a împiedica fuga lânii irlandeze în Franța). O altă expresie folosită în Europa modernă timpurie⁠(d) a fost „tipul mijlociu”.
Termenul „clasa de mijloc” a avut mai multe semnificații, uneori contradictorii. Friedrich Engels a văzut categoria ca o clasă socială intermediară între nobilime și țărănime în societatea feudală târzie. În timp ce nobilimea deținea o mare parte a zonei rurale, iar țărănimea o lucra, o nouă burghezie (literalmente „locuitori ai orașelor”) a apărut bazată pe activitățile comerciale din oraș. În Franța, clasa de mijloc a contribuit la conducerea Revoluției Franceze. Această „clasă de mijloc” i-a răsturnat pe monarhiștii conducători ai societății feudale, devenind astfel noua clasă conducătoare în noile societăți dominate de capital.
Sensul modern al termenului „clasa de mijloc” datează însă din raportul registratorului general al Regatului Unit din 1913, în care statisticianul T. H. C. Stevenson a identificat clasa de mijloc ca fiind cei care se încadrează între clasa superioară și clasa muncitoare⁠(d). Clasa de mijloc cuprinde: profesioniști (specialiști), manageri și înalți funcționari publici. Principala caracteristică definitorie a apartenenței la clasa de mijloc este controlul unui capital uman semnificativ, dar fiind încă sub dominația clasei superioare, care controlează o mare parte din capitalul financiar și legal din lume.
În capitalism „clasa de mijloc” s-a referit inițial la „burghezie”; mai târziu, odată cu diferențierea ulterioară a claselor pe măsură ce s-au dezvoltat societățile capitaliste, termenul a ajuns să fie sinonim cu termenul mica burghezie. Ciclurile de creștere și criză ale economiilor capitaliste au ca rezultat sărăcirea și proletarizarea⁠(d) periodică (mai mult sau mai puțin temporară) a unei mari părți a „micii burghezii”, având ca rezultat oscilarea lor între statutul de muncitor și cel de mic-burghez. Definițiile tipice moderne ale „clasei de mijloc” tind să ignore faptul că mica burghezia clasică este și a fost întotdeauna proprietara unei întreprinderi mici și mijlocii, ale cărei venituri provin aproape exclusiv din angajarea muncitorilor; „clasa de mijloc” a ajuns să se refere la combinația dintre aristocrația muncitorească⁠(d), profesioniști⁠(d) și gulere albe salariați.
Mărimea clasei de mijloc depinde de modul în care este definită, fie prin educație, bogăție, mediu de creștere, rețea socială, maniere sau valori etc. Toate acestea sunt legate, dar sunt departe de a fi dependente în mod determinist. Următorii factori sunt adesea atribuiți în literatura de specialitate unei „clase de mijloc:”
- Absolvirea cel puțin a învățământului postliceal.
- Calificare profesională, cum ar fi avocat, inginer, medic, profesor, indiferent de avere sau de posibilitățile de petrecere a timpului liber.
- Credința în valorile burgheze, cum ar fi niveluri ridicate de deținere a locuinței, acceptarea recompensei decalate (dar mai mare), și locul de muncă sigur.
- Stilul de viață. Istoric, în Regatul Unit statusul social a fost mai puțin legat direct de bogăție decât în Statele Unite,[15][16] și a fost judecat după caracteristici precum accentul⁠(d) pronunția și limbajul îngrijit, manierele, tipul de școală urmat, ocupația, clasa socială a familiei și cercul de prieteni și cunoștințe.[17][18]

În Statele Unite, până la sfârșitul secolului al XX-lea, relativ mulți oameni s-au identificat ca făcând parte din clasa de mijloc. Aproximativ 40 % dintre britanici se consideră a fi din clasa de mijloc, iar acest număr a rămas relativ stabil în ultimele decenii.
Potrivit OECD, clasa de mijloc se referă la gospodăriile cu venituri între 75 % și 200 % din venitul mediu la nivel național.

## Marxism
Marxismul definește clasele sociale în funcție de relația lor cu mijloacele de producție. Principala bază a diviziunii în clase sociale a marxismului: deținerea mijloacelor de producție, rolul și poziția pe care o joacă în organizarea socială a muncii (procesul de producție), distribuția bogăției și resurselor și a sumei. Scriitorii marxiști au folosit termenul de clasă de mijloc în diferite moduri. În primul sens, este folosit pentru burghezie (comerciantul urban și clasa profesioniștilor) care în modelul marxist se consideră că a apărut între aristocrație și proletariat în anii declinului feudalismului. Vladimir Ilici Lenin a afirmat că „țărănimea ... din Rusia constituie opt sau nouă zecimi din mica burghezie”. Însă în țările moderne dezvoltate, scriitorii marxiști definesc „mica burghezie” ca fiind formată în primul rând (după cum sugerează și numele) din proprietarii de întreprinderi mici și mijlocii, care își obțin veniturile din exploatarea muncitorilor salariați (și care sunt, la rândul lor, exploatați de „marea” burghezie, adică marii proprietari de corporații etc.), precum și din profesioniștii cu studii serioase: medici, ingineri, arhitecți, avocați, profesori universitari, manageri salariați de nivel intermediar ai întreprinderilor capitaliste de toate dimensiunile etc. – ca fiind „clasa de mijloc” care se află între „proprietarii mijloacelor de producție” capitaliste conducătoare și clasa muncitoare (ale cărei venituri provin exclusiv din salarii).
Louis C. Fraina (Lewis Corey), un pionier american din secolul al XX-lea al teoriei marxismului, a definit clasa de mijloc ca fiind „clasa micilor întreprinzători independenți, proprietari de proprietăți productive din care obțin un mijloc de trai”. Din perspectiva lui Fraina, această categorie socială cuprindea „fermierii proprietari”, dar nu și țăranii arendași. Clasa de mijloc cuprindea și managerii salariați și supraveghetorii salariaților, dar nu „masele de angajați salariați dependenți, fără proprietăți”. Fraina a speculat că întreaga categorie de salariați ar putea fi descrisă ca o „nouă clasă de mijloc” din punct de vedere economic, deoarece „majoritatea dintre membrii săi sunt un nou proletariat”.

## Clasa de manageri și profesioniști
În 1977 Barbara Ehrenreich și John Ehrenreich au definit o nouă clasă în Statele Unite ca „muncitori intelectuali salariați care nu dețin mijloacele de producție și a căror funcție majoră în diviziunea socială a muncii ... [este] ... reproducerea culturii capitaliste și a relațiilor de clasă capitaliste”; soții Ehrenreich a numit acest grup „clasa de manageri și profesioniști⁠(d)”. Acest grup de profesioniști din clasa de mijloc se distinge de alte clase sociale prin pregătirea și educația lor (de obicei, calificări în afaceri și diplome universitare), cu exemple de ocupații, inclusiv cadre universitare și profesori, asistenți sociali, ingineri, contabili, manageri, asistente și administratori de nivel intermediar. Soții Ehrenreich și-au dezvoltat definiția din studiile lui André Gorz, Serge Mallet și alții, a unei „noi clase muncitoare”, care, în ciuda educației și a percepției lor ca fiind din clasa de mijloc, făceau parte din clasa muncitoare deoarece nu dețineau mijloacele de producție și erau salariați plătiți pentru a produce capital. Clasa de manageri și profesioniști caută un status mai înalt și salarii mai bune și tind să aibă venituri peste media celor din țara lor.

## Creșterea globală recentă
Definițiile moderne ale termenului „clasa de mijloc” sunt adesea motivate politic și variază în funcție de exigențele scopului politic pentru care au fost concepute și pe care îl servesc, precum și datorită multitudinii de metode mai mult sau mai puțin științifice utilizate pentru a măsura și compara bogăția între statele industriale avansate moderne, în care sărăcia este relativ scăzută și distribuția bogăției este relativ mai egalitară, respectiv în țările în curs de dezvoltare, în care sărăcia și distribuția profund inegală a bogăției zdrobește marea majoritate a populației. Multe dintre aceste metode de comparare au fost aspru criticate; de exemplu, economistul Thomas Piketty, în cartea sa Capital in the Twenty-First Century (în română Capitalul în secolul al XXI-lea), descrie una dintre cele mai frecvent utilizate metode de măsurare comparativă a bogăției de pe tot globul, coeficientul lui Gini, ca fiind un exemplu de „indici sintetici ... care amestecă lucruri foarte diferite, ca inegalitatea în funcție de muncă și capital, făcând imposibil de distins clar între multiplele dimensiuni ale inegalității și diferitele mecanisme aflate în funcțiune”.
În februarie 2009 The Economist a afirmat că peste jumătate din populația lumii aparține acum clasei de mijloc, ca urmare a creșterii rapide în țările emergente. El a caracterizat clasa de mijloc ca având un venit discreționar rezonabil, astfel încât să nu trăiască de pe o zi pe alta, așa cum fac săracii, și a definit-o ca începând din punctul în care oamenii dispun de aproximativ o treime din venitul lor pentru cheltuieli la discreție, după ce plătesc pentru hrana de bază și adăpost. Acest lucru le permite oamenilor să cumpere bunuri de larg consum, să-și îngrijească sănătatea și să asigure educația copiilor lor. Cea mai mare parte a clasei de mijloc în curs de dezvoltare este formată din oameni care fac parte din clasa de mijloc după standardele lumii în curs de dezvoltare, dar nu ale celei dezvoltate, deoarece veniturile lor monetare nu se potrivesc cu nivelurile din țările dezvoltate, dar procentul din venit care este la discreție se potrivește. Prin această definiție, numărul oamenilor din clasa de mijloc din Asia l-a depășit pe cel din Vest cândva în jurul anului 2007 sau 2008.
Articolul din The Economist a subliniat că în multe țări emergente clasa de mijloc nu a crescut treptat, ci exploziv. Se presupune că punctul în care săracii încep să intre în clasa de mijloc cu milioanele este momentul în care țările sărace obțin maximum de beneficii de la forța de muncă ieftină prin intermediul comerțului internațional, înainte ca bunurile oferite să se ieftinească pe piețele mondiale. Este și o perioadă de urbanizare rapidă, când agricultorii de subzistență abandonează activitățile nerentabile pentru a lucra în fabrici, rezultând o creștere de câteva ori a productivității lor economice înainte ca salariile să ajungă la nivel internațional. Această etapă a fost atinsă în China cândva între 1990 și 2005, când „clasa de mijloc” chineză a crescut de la 15 % la 62 % din populație și abia acum este atinsă în India.
The Economist a prezis că creșterea peste pragul sărăciei ar trebui să continue timp de câteva decenii, iar clasa de mijloc globală va crește exponențial până în 2030. Pe baza creșterii rapide, oamenii de știință se așteaptă ca clasa de mijloc globală să fie forța motrice pentru dezvoltarea durabilă. Această presupunere este însă contestată.
Deoarece unii cercetători estimează că clasa de mijloc americană cuprinde aproximativ 45 % din populație, Articolul din The Economist ar situa dimensiunea clasei de mijloc americane sub media mondială. Această diferență se datorează diferenței mari între definiția din The Economist și cele din alte modele.
În 2010, un document de lucru al OECD a afirmat că 1,8 miliarde de oameni făceau parte din „clasa de mijloc” globală. Global Wealth Report 2014 al Credit Suisse din octombrie 2014 a estimat că un miliard de persoane aparțin „clasei de mijloc”, cu o avere între 10 000 și 100 000 USD.
Potrivit unui studiu realizat de Pew Research Center⁠(d), în 2011 un procent de 16 % din populația lumii avea „venit mediu-superior” sau „venit superior”.
Un raport al OCDE din aprilie 2019 spunea că statusul generației Y se degradează față de cel al clasei de mijloc în întreaga lume occidentală.

### China
De la începutul secolului al XXI-lea clasa de mijloc din China a crescut semnificativ. Potrivit Centrului pentru Studii Strategice și Internaționale⁠(d), până în 2013 aproximativ 420 de milioane de oameni, sau 31 % din populația chineză, se calificau ca fiind în clasa de mijloc. Pe baza definiției Băncii Mondiale a clasei de mijloc ca fiind cei cu cheltuieli zilnice între 10–50 USD/zi, aproape 40 % din populația Chinei a fost considerată din 2017 ca făcând parte din clasa de mijloc.
Clasa de mijloc a Chinei reprezintă o forță de piață semnificativă, cu efecte care se extind dincolo de granițele sale. Promisiunea unei prosperități sporite și a unei societăți de consum a fost o forță motrice din spatele acestei creșteri, sugerând totodată potențialul de schimbări politice similare cu cele observate în Europa și America de Nord. Totuși, este important de menționat că clasa de mijloc chineză diferă substanțial de omoloagele sale occidentale. În ciuda creșterii sale, rămâne un grup relativ mic, profund alăturat statului chinez. Această relație unică favorizează ipotezele cu privire la rolul său în schimbarea politică. Criticile din partea acestei categorii demografice se concentrează adesea pe îmbunătățirea eficienței și justiției sociale în cadrul politic existent, fără a pleda pentru o schimbare de regim.

### India
Estimările variază foarte mult cu privire la numărul de oameni din clasa de mijloc din India. Un articol din 1983 afirma că din clasa de mijloc indiană făceau parte 70–100 de milioane de oameni. Potrivit unui studiu, până în 1990 din clasa de mijloc din India făceau parte între 60 și 80 de milioane. Potrivit lui The Economist, din 2017, 78 de milioane din populația Indiei sunt considerate în clasa de mijloc, dacă sunt definite ca fiind cei care câștigă mai mult de 10 USD/zi, un standard folosit de Consiliul Național de Cercetare Economică Aplicată din India. Dacă se includ și cei cu venituri între 2 și 10 USD/zi, numărul crește la 604 milioane. Aceasta a fost numită de cercetători drept „noua clasă de mijloc”. Criteriile luate în considerare sunt localizarea geografică, stilul de viață, veniturile și educația. Raportul mondial asupra inegalității din 2018 a concluzionat în continuare că elitele (adică primii 10 %) acumulează bogăție într-un ritm mai mare decât clasa de mijloc, asfel că, în loc să crească, clasa de mijloc din India ar putea să scadă.

### Africa
Potrivit unui studiu din 2014 al economistului Simon Freemantle de la Standard Bank, un total de 15,3 milioane de gospodării chestionate din din 11 țări din Africa (din Angola, Etiopia, Ghana, Kenia, Mozambic, Nigeria, Sudan, Sudanul de Sud, Tanzania, Uganda și Zambia) sunt în clasa de mijloc. În Africa de Sud, un raport realizat în 2015 de Institutul pentru Relații Rasiale a estimat că între 10 % și 20 % dintre sud-africani sunt din clasa de mijloc, pe baza diverselor criterii. Un studiu anterior a estimat că în 2008 21,3 % dintre locuitorii Africii de Sud făceau parte din clasa de mijloc.
Un studiu realizat de EIU Canback arată că 90 % dintre africani au un venit sub 10 USD/zi. Proporția africanilor din clasa de mijloc de 10–20 USD/zi (excluzând Africa de Sud) a crescut de la 4,4 % la doar 6,2 % între 2004 și 2014. În aceeași perioadă, proporția venitului clasei de mijloc superioară⁠(d) (20–50 USD/zi) a trecut de la 1,4 % la 2,3 %.
Potrivit unui studiu din 2014 al Institutului German de Dezvoltare, între 1990 și 2010 clasa de mijloc din Africa Subsahariană a crescut de la 14 milioane la 31 de milioane de oameni.

### America Latină
De-a lungul anilor, estimările privind mărimea clasei de mijloc din America Latină au variat. Un studiu din 1960 a afirmat că păturile mijlocii din America Latină în ansamblu, fără indieni, constituiau puțin sub 20 % din societate. Un studiu din 1964 a estimat că 45 de milioane de latinoamericani aparțineau clasei de mijloc urbane, în timp ce 15 milioane aparțineau populației urbane înstărite și 8 milioane clasei de mijloc din mediul rural și celor înstăriți. În Brazilia, conform unei estimări, în 1970 clasa de mijloc inferioară⁠(d) cuprindea 12 % din populație, în timp ce clasa de mijloc superioară cuprindea 3 %.  La mijlocul anilor 1970 o autoritate a estimat că clasa de mijloc braziliană cuprindea între 15 % și 25 % din populație. Un studiu economic din 1969 a estimat că 15 % dintre brazilieni aparțineau clasei de mijloc. Până în 1970, conform unui studiu, clasa de mijloc din Argentina cuprindea 38 % din populația activă economic, comparativ cu 19 % în Brazilia și 24 % în Mexic. Un studiu din 1975 asupra Mexicului a estimat că în 1968 clasa de mijloc (definită ca familii care câștigau între 2000 și 5000 de pesos anual) cuprindea 36,4 % din populație, în timp ce clasa superioară (definită ca familii care câștigau peste 5000 de pesos anual) cuprindea 9,4 % din populație, iar clasa de jos (definită ca familii care câștigau mai puțin de 2000 de pesos anual) reprezentau 53,9 % din populație.
Potrivit unui studiu al Băncii Mondiale, între 2003 și 2009 numărul de latinoamericani care fac parte din clasa de mijloc a crescut de la 103 milioane la 152 milioane.

### Rusia
În 2012, „clasa de mijloc” din Rusia a fost estimată la 15 % din întreaga populație. Datorită dezvoltării durabile, nivelul dinainte de criza din 2008 a fost depășit. În 2015 cercetările Academiei Ruse de Științe estimau că aproximativ 15 % din populația rusă era „ferm în clasa de mijloc”, în timp ce aproximativ alți 25 % se aflau „la limită”.